# Estação Mussurunga
A Estação Mussurunga é uma das estações do Metrô de Salvador, situada em Salvador, entre a Estação Bairro da Paz e a Estação Aeroporto, na Linha 2.
Foi inaugurada em 11 de setembro de 2017 juntamente com outras quatro estações da linha. Localiza-se na Avenida Paralela. Atende aos bairros de Mussurunga, São Cristóvão e Alphaville II.

## Características
A estação tem 8 782 metros quadrados de área construída em trecho de superfície com integração a um terminal de ônibus urbano através de uma passarela. Possui duas plataformas laterais de embarque/desembarque.